# Campylospermum mannii
Espèce
Synonymes
- Campylospermum mannii (Oliv.) Tiegh.[2]
- Gomphia mannii var. brachypoda Oliv.[2]
- Notocampylum mannii (Oliv.) Tiegh.[2]
- Ochna mannii (Oliv.) Kuntze[2]
- Ouratea mannii (Oliv.) Engl.[2]

Campylospermum mannii (Oliv.) Tiegh. est une espèce de plantes à fleurs de la famille des Ochnaceae et du genre Campylospermum. C'est un arbuste présent au sud-ouest du Cameroun, également au Nigeria, en Guinée équatoriale (Bioko) et au Gabon.

## Étymologie
Son épithète spécifique mannii rend hommage au botaniste allemand Gustav Mann qui, en 1861, réalisa l'ascension du mont Cameroun avec Richard Francis Burton et y collecta de nombreuses plantes.

## Utilisation
Les feuilles séchées et l'écorce de Campylospermum mannii sont utilisées dans le sud du Cameroun par les pygmées Baka pour traiter des problèmes cardiaques et digestifs.